# هیلرود
هیلرود (به لاتین: Hillerød) یک شهر در دانمارک است که در شهرستان هیلرود واقع شده‌است.

## خصوصیات
هیلرود ۲۱۲٫۹۹ کیلومترمربع مساحت و ۳۱٬۵۰۵ نفر جمعیت دارد و ۴۱ متر بالاتر از سطح دریا واقع شده‌است.

## خواهرخوانده
شهرهای گدلو و Loviisa خواهرخوانده‌های هیلرود هستند.

## نگارخانه

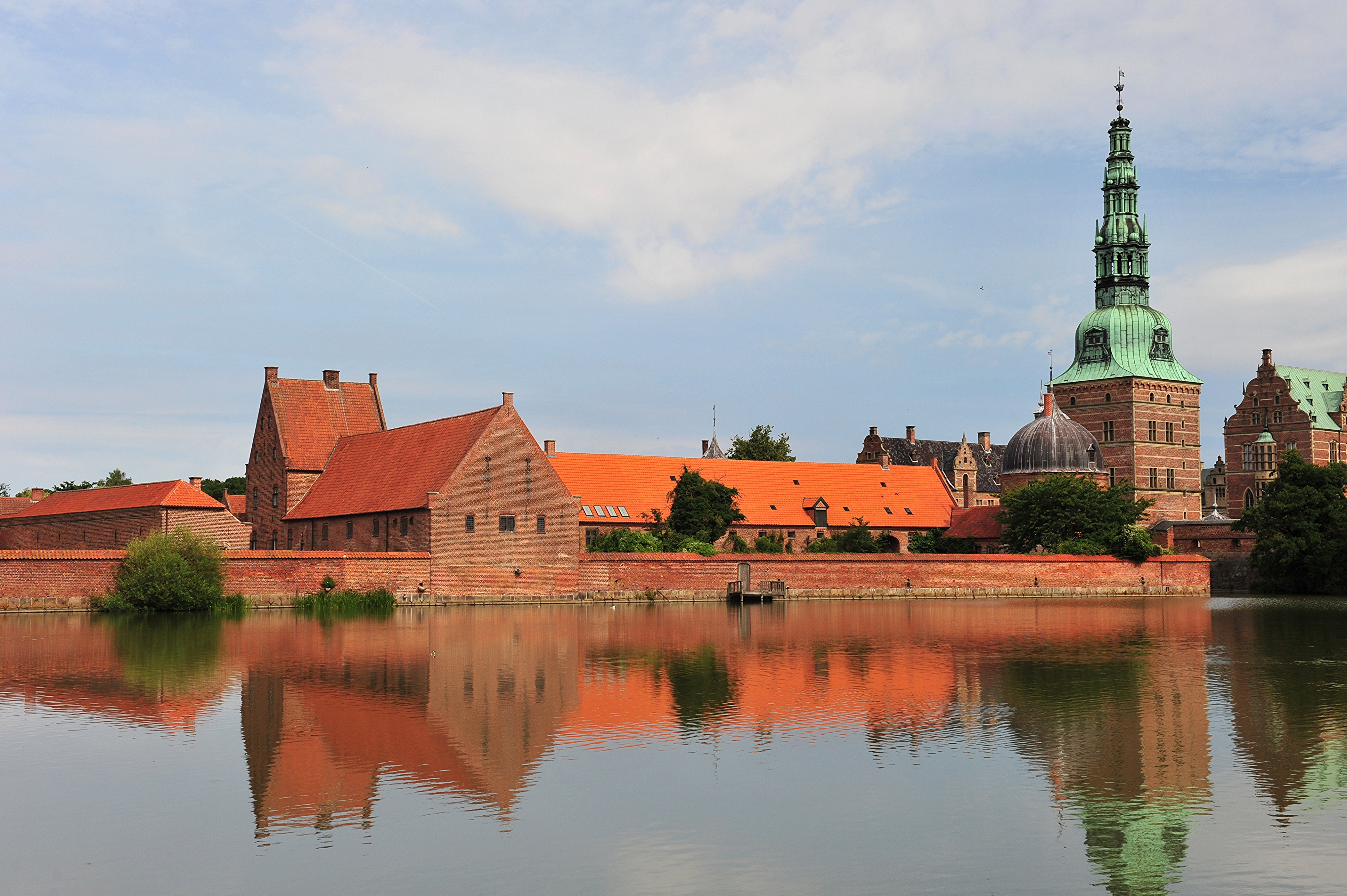
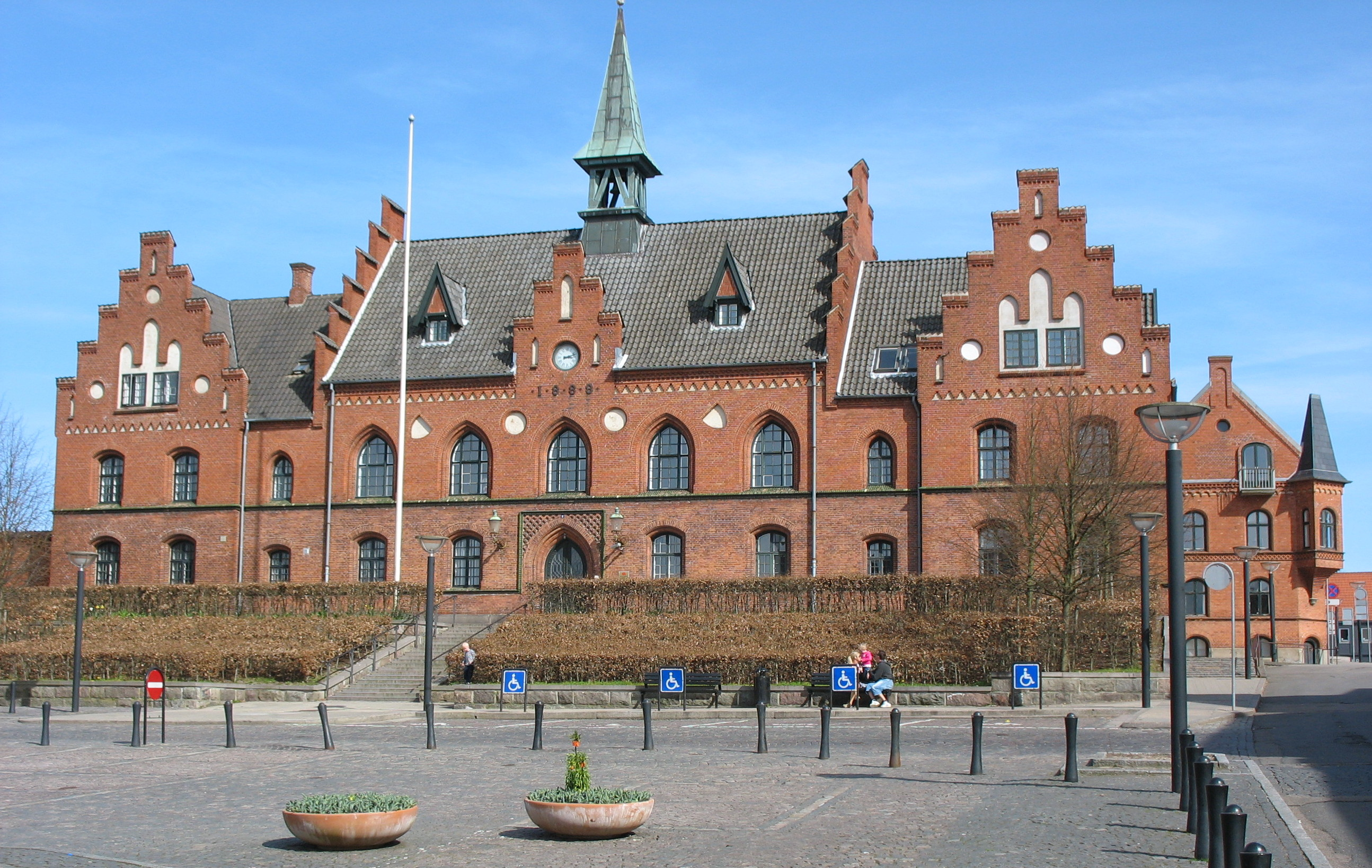
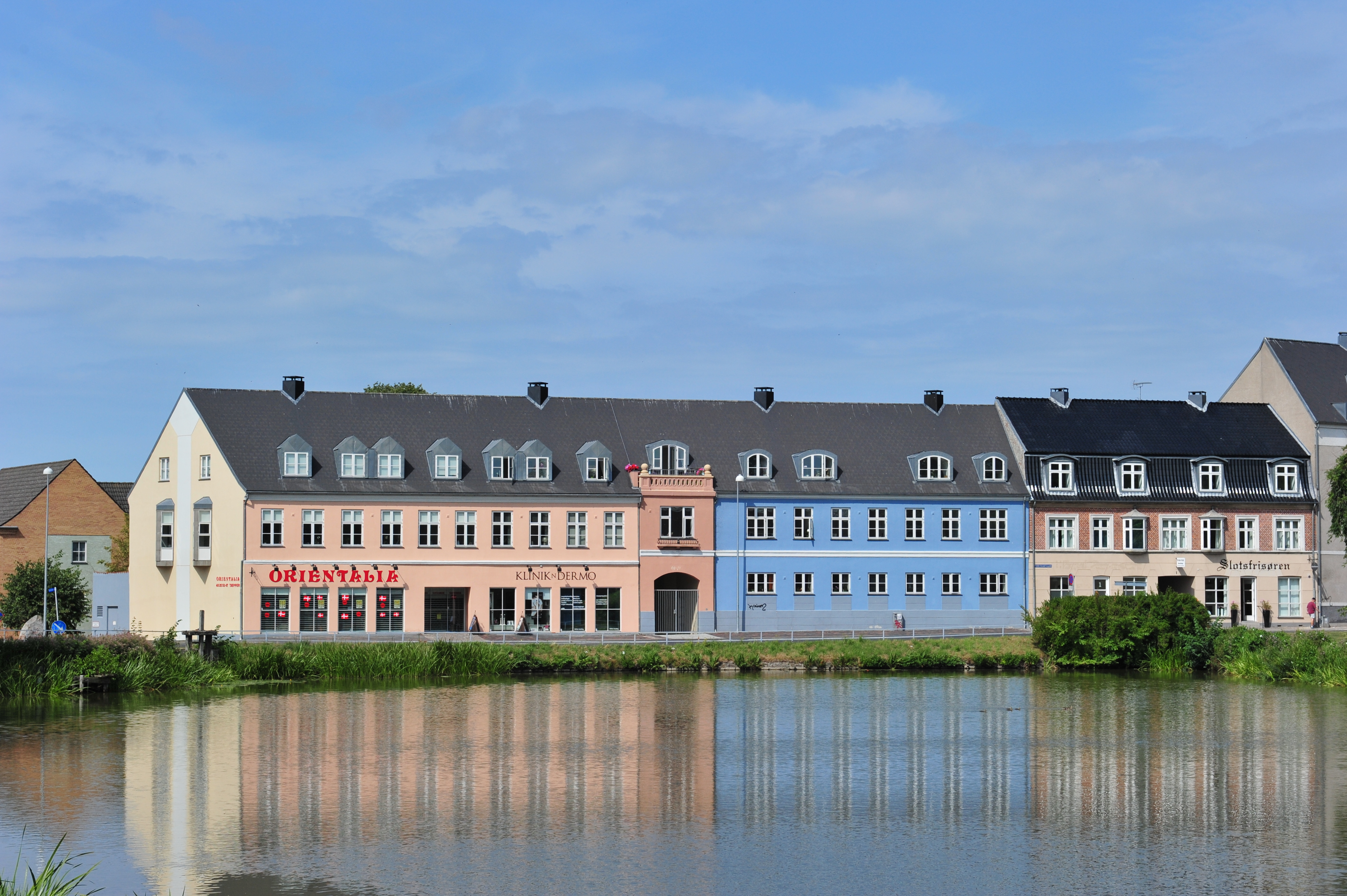